# Niou
Niou là một tổng thuộc  tỉnh Kourwéogo ở miền trung  Burkina Faso. Thủ phủ là thị xã Niou. Theo điều tra dân số năm 1996, tổng này có tổng dân số 26.977 người.

## Các thị xã và làng xã
- Thị xã Niou	(1 793 dân) (thủ phủ)
- Belé	(371 dân)
- Garga	(933 dân)
- Gasgo	(380 dân)
- Goabga	(2 041 dân)
- Kouka	(1 479 dân)
- Koukin	(2 472 dân)
- Mouni	(1 750 dân)
- Nabzinigma	(320 dân)
- Napalgué	(2 789 dân)
- Niapa	(543 dân)
- Niou-yarcé	(635 dân)
- Raongo	(1 186 dân)
- Sakouli	(1 530 dân)
- Sondogtenga	(620 dân)
- Sourou	(1 161 dân)
- Tamsé	(900 dân)
- Tanghin	(1 886 dân)
- Tangseghin	(1 151 dân)
- Wa	(1 457 dân)
- Zeguedeghin	(1 580 dân)